# 지리산중학교
지리산중학교(智異山中學校)는 경상남도 하동군 청암면에 있었던 중학교 과정의 사립 각종학교이다.

## 연혁
- 2014년 3월 1일 : 어울림학교로 개교
- 2015년 3월 1일 : 지리산중학교로 변경
- 2022년 8월 31일 : 8년만에 폐교